# Да здравствует Персей!
«Да здравствует Персей!» — российский короткометражный мультфильм 1993 года по сказке Александра Маркелова. Третий из трёх сюжетов мультипликационного альманаха «Весёлая карусель» № 26.

## Сюжет
Мультфильм про Персея, который спас древних греков от инопланетян.
Когда над древнегреческим городом появился инопланетный корабль, греки, приняв его за Медузу Горгону, направились к Персею, чтобы он убил «чудовище». Персей, верхом на коне, прибыл на поле, где расположился корабль, и метнул в него камень. «Летающая тарелка» ответила на угрозу и выстрелила в Персея, но лазерный импульс, отразившись от медного щита Персея, уничтожил её.
Греки радостно встретили своего героя, который после взрыва почти полностью облысел. А на том месте, где взорвался НЛО, выросла загадочная трава, и конь, пришедший на то место, обрёл крылья и улетел на небо.

## Съёмочная группа
| Режиссёр  | Александр Маркелов                      |
| сценарист | Александр Маркелов                      |
| художник  | Александр Маркелов                      |
| Аниматоры | Александр Маркелов, Геннадий Сокольский |

- Компьютерная графика студии «Мульти Вита».